# 小太陽的願望
《阳光小美女》（英語：Little Miss Sunshine）是2006年美国喜剧剧情公路片，夫妻档导演乔纳森·戴顿和维莱莉·法瑞斯的电影处女作，也是迈克尔·阿恩特的编剧处女作。影片由格雷戈·金尼尔、史蒂夫·卡瑞尔、托妮·克莱特、保罗·达诺、艾碧·貝絲琳和艾伦·阿金主演，大海滩影业制作，拍摄成本约为800万美元。电影于2005年6月6日开拍，共计在亚利桑那州和南加州拍摄30天。
影片于2006年1月20日在圣丹斯电影节首映，福克斯探照灯影业以超過1000萬美元的高价买下发行权，数额在该电影节历史上也属最高之列。电影于2006年7月26日在美国进行限量放映，8月18日再开始进入大规模发行。
《阳光小美女》获得了影评人的好评，全球票房收入超过1亿美元。影片在第79届奥斯卡金像奖角逐中获得包括最佳影片奖在内的4项提名，最终分别为迈克尔·阿恩特和艾伦·阿金赢得原著剧本奖和男配角奖。电影还获得了包括独立精神奖最佳影片在内的其他多项荣誉。

## 剧情
谢丽尔·胡佛（Sheryl Hoover，托妮·克莱特饰）生活在新墨西哥州的阿布奎基，操劳过度的她有两个孩子。弟弟弗兰克（Frank，史蒂夫·卡瑞尔饰）是位研究法国作家马塞尔·普鲁斯特的同性恋学者，自杀未遂后搬来和姐姐一家同住；丈夫理查德（Richard，格雷戈·金尼尔饰）一心想在励志演讲和生活教练上成就一番大事业。德韦恩（Dwayne，保罗·达诺饰）是谢丽尔和前夫的儿子，现年15岁的他是个问题少年，决心在实现进入美国空军学院成为试飞员的梦想前再也不开口说话。理查德的父亲埃德温（Edwin，艾伦·阿金饰）是二战老兵，前不久因使用海洛因被人发现而赶出了养老院，满口脏话的他也和这家人住在一块儿。谢丽尔和理查德还有个7岁的女儿奥莉弗（Olive，艾碧·貝絲琳饰），她和爷爷关系亲近。
奥莉弗得知自己有资格参加两天后在加利福尼亚州雷东多海滩举办的“阳光小美女”儿童选美比赛后欣喜若狂，但家里经济紧张，要想参加比赛，全家都必须前往。理查德、德韦恩都不愿去，弗兰克的抵触情绪特别大，但全家还是决定一起支持奥莉弗，乘坐家里那辆破旧的黄色大众T2面包车前往近1300公里外的目的地。
与一家人之间的紧张气氛对应，年久失修的面包车一经上路就开始出现越来越多的问题，开了没多远就抛了锚。要想车辆启动，一家人必须将其推到时速32公里再一起跳上去。而且车的喇叭还开始自己不停地响。
众人在路上遇到了各种各样的挫折，发现他们需要彼此的支持。理查失去了一份重要的合同，他本期望这能成为自己演讲事业的跳板，解除家里的经济困境。弗兰克发现前男友竟然移情别恋选择了自己的头号学术对手，后者前不久还得到了麦克阿瑟奖。埃德温死在旅馆，显然是因吸食海洛因过量。为了能及时赶赴目的地，一家人把老人的尸体从医院偷运出来，这一过程中还违反法律把尸体带过了州界，打算在选美比赛后再举行葬礼。德韦恩在旅程接近终点时发现自己是色盲，所以永远都不可能进入空军学院，为此他不再沉默，拒绝继续同家人前往，把怒火和不甘发泄在家人身上。他流着泪冲出面包车，但经过奥莉弗的拥抱后冷静了下来并回到车上，对自己的言行向大家道歉。

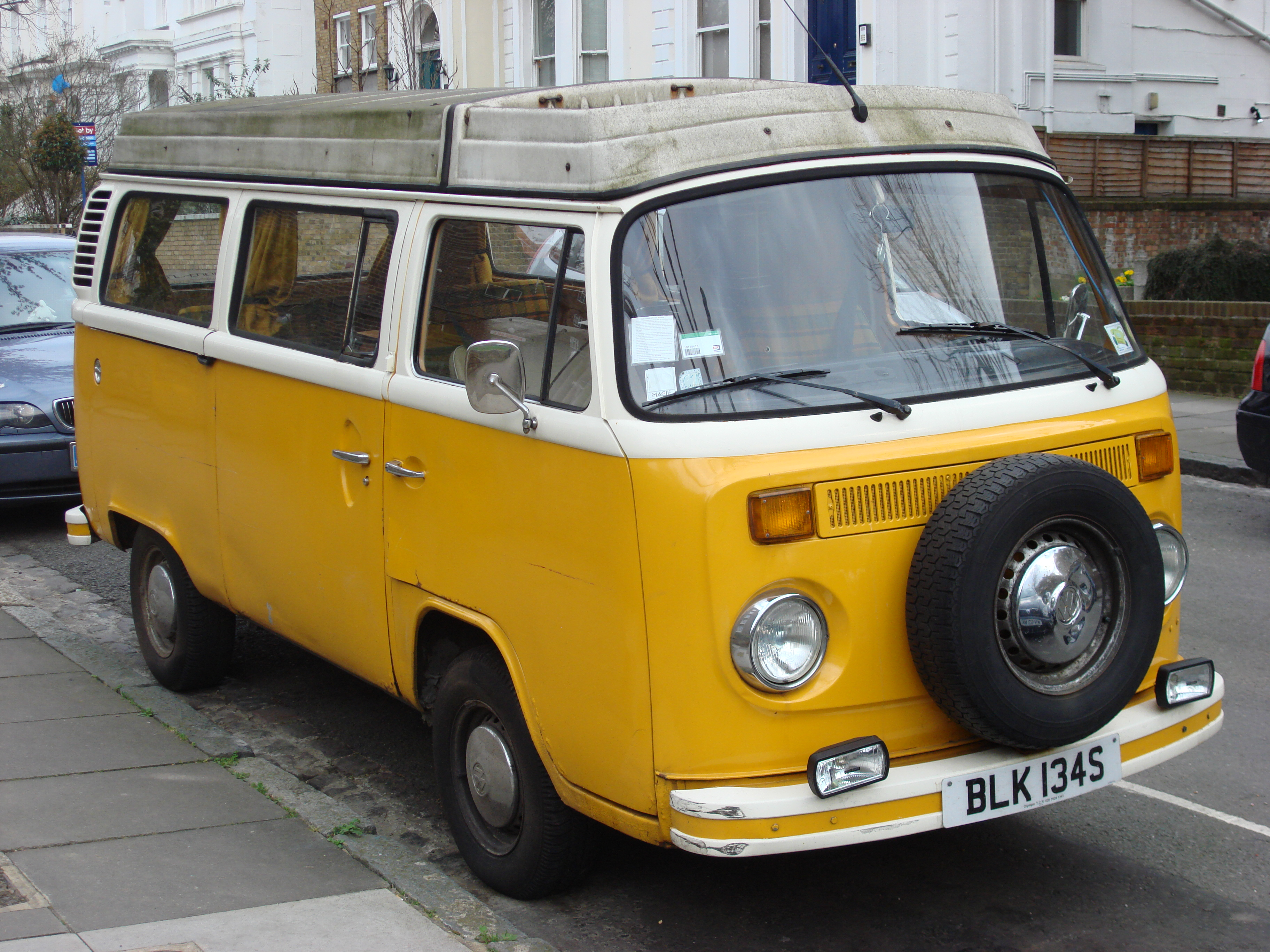
一辆与片中类似的黄色大众T2面包车

虽然大家争分夺秒地赶路，但一家到达选美比赛报名处时还是比截止时限晚了4分钟，冷漠无情的选美助理拒绝让步给奥莉弗登记，但她的同事心有不忍，表示愿意用自己的时间帮奥莉弗注册。奥莉弗去准备时，家人们开始观察她的对手：身材修长、脸化浓妆、发型个性十足，皮肤还经喷雾显出健康的黝黑，身穿成人式的性感泳衣或迷人的晚装，表演的舞蹈曲目和体操都有着复杂的套路和华丽的派头。大家很快意识到，从未经受过选美比赛训练，面色苍白、体型还有些婴儿肥、发型平淡无奇、戴着大大眼镜的奥莉弗根本就不是这些人的对手。
随着奥莉弗才华表演部分的临近，理查德和德韦恩希望能阻止她上台表演，避免受到污辱。但谢丽尔坚持认为他们不应干预，让奥莉弗自己决定。奥莉弗满怀信心地走上台，开始表演爷爷埃德温教给自己的“秘密武器”：这竟然是段艳舞，背景音乐则是里克·詹姆斯的歌曲《Super Freak》（字面意为《超级怪胎》）。台下观众有些目瞪口呆、有些大惊失色，但奥莉弗完全没有意识到自己的舞蹈有什么不妥之处，仍然兴致勃勃地继续表演。选美比赛的组织者愤怒地要求谢丽尔和理查德把孩子带下台，但全家人却一个接一个地走上台，在奥莉弗身边伴舞，理查德还在竭力阻止选美官员去拉自己的女儿。
下一个镜头里，一家人一起出现在酒店的保安办公室，一位警官告诉他们，只要奥莉弗今后永远都不再参加加利福尼亚州的任何选美比赛，他们就可以直接离开。理查德告诉女儿，她的爷爷会深为自己的孙女儿感到自豪。一家人开心地回到摇摇欲坠的面包车上，准备返回千里之外的家园。

## 演员
- 格雷戈·金尼尔饰理查德·胡佛
- 史蒂夫·卡瑞尔饰弗兰克·金斯伯格
- 托妮·克莱特饰谢丽尔·胡佛（娘家姓金斯伯格）
- 保罗·达诺饰德韦恩·胡佛
- 艾碧·貝絲琳饰奥莉弗·胡佛
- 艾伦·阿金饰埃德温·胡佛
- 布莱恩·科兰斯顿饰斯坦·格罗斯曼
- 迪恩·诺里斯饰州警麦克利里
- 华莱士·朗翰饰柯比
- 贝丝·格兰特饰选美比赛官员詹金斯
- 玛丽·莱恩·莱杰斯库饰选美比赛助理帕姆
- 马特·温斯顿饰选美比赛

## 制作

### 演员选择
导演乔纳森·戴顿和维莱莉·法瑞斯请来拍摄音乐錄影帶期间合作过的选角导演金·戴维斯和贾斯汀·巴德利协助本片的选角工作。他们先是选定由格雷戈·金尼尔饰演理查德·胡佛。对于谢丽尔·胡佛一角则是在考虑了多位女演员后再决定由澳大利亚的托妮·克莱特扮演。据报道称，戴维斯和巴德利走遍了“每一个英语国家”来寻找合适的小演员出演奥莉弗·胡佛，最终入选的阿比盖尔·布蕾斯琳参加试镜时还只有6岁。保罗·达诺得到德韦恩一角时距电影开拍还有两年，为了做好演出准备，他还花了几天时间像片中角色一样立誓不再说话。导演们起初觉得艾伦·阿金对于诠释埃德温·胡佛一角来说太过年轻，但他最终还是得到了这个角色。
片中曾试图自杀的学者弗兰克一角起初是为比尔·莫瑞设计，制片公司还曾要求请罗宾·威廉斯出演，但两位导演一直到影片开拍几个月前才选择了史蒂夫·卡瑞尔，对此他们在接受采访时称：“考虑到史蒂夫·卡瑞尔之前的工作经验，我们并没有在一开始就把他设想成这个角色的人选。但当我们见面并且对人物进行探讨后，（我们发现）无论是在电影的基调还是希望达成的效果方面，他都与我们有所共识”。卡瑞尔之前曾连续多年参加获得观众高度评价的讽刺新闻节目《乔恩·斯图尔特每日秀》演出，是喜剧中心频道观众熟悉的演员，但在获选出演《阳光小美女》时，他在好莱坞相对来说还是默默无闻。电影的几位制片人还曾担心卡瑞尔缺乏足够的演出经验，并且名气上也不够响亮。

### 剧本和发展
本片的剧本由迈克尔·阿恩特编写，起初的公路旅程设置在美国东岸，从马里兰州出发到达佛罗里达州，但由于预算上的问题而改成了新墨西哥州到加利福尼亚州。阿恩特于2000年5月23日动笔，同月26日就完成了初稿。他起初还打算亲自筹集数千美元用台摄影机拍完这部电影，但之后还是把剧本交给了制片人罗恩·耶克萨和阿尔伯特·伯格，两位制片人组建了深河制片厂，开始寻找潜在导演人选。
制片人在制作《校园风云》期间认识了导演戴顿和法瑞斯，并在2001年把本片的剧本拿给了他们。两人之后表示：“这部电影真是引起了我们的共鸣，感觉就像为我们量身定做的一般”。这是阿恩特编写的第一部剧本，制片人马克·图特尔陶布于2001年12月21日以25万美元的价格买下。耶克萨和伯格继续留任制片人，负责物色导演和摄影师、协助最后的重拍以及帮助把影片带到圣丹斯电影节参展。
几位主创联系了多家制片公司，只有焦点影业表示有兴趣，该公司还希望电影在加拿大拍摄。制片公司希望影片更专注于理查德·胡佛一角，但阿恩特不同意，于是他遭到解雇。接替的编剧增加了多段剧情，例如理查德与一位贬损自己工作能力的角色之间的对抗。但这位新编剧在对剧本进行了4周的改写后退出了项目，并且这时制片公司也出现企业变革，有新的负责人上任，阿恩特又重新获聘回到了项目中。经过两年的前期制作，焦点影业于2004年8月放弃了本片的制作。马克·图特尔陶布付给焦点影业40万美元买回影片版权并对该公司的开发成本提供一定的补偿。他还支付了《阳光小美女》拍摄花费的800万美元预算。

### 拍摄
电影的主体拍摄工作于2005年6月6日展开，分别在亚利桑那州和南加州取景，一共花了30天时间，拍摄顺序与剧本中的情节次序一致。阿恩特于影片在圣丹斯电影节上映仅6星期前改写了结局，这部分镜头在2005年12月拍摄。后期制作完成仅4天后，本片就在电影节的9张银幕上放映，电影的首映式也在这里举行。制片人皮特·萨拉夫的侄女丽贝卡·安尼托于2005年9月14日因车祸遇难，因此片尾的字幕表示本片是献给她的作品，并且花絮镜头中还出现了餐馆和便利店。

#### 大众面包车

影片拍摄期间一共使用了五辆经过改装的面包车，以便从不同角度捕捉人物的行为和表情，例如上图这辆就是从挡风玻璃处拍摄。

阿恩特在编写剧本的过程中根据自己的经验和车辆的实用性选择采用大众T2面包车作为片中的主要交通工具，对此他表示：“我还记得自己当时在想，找辆什么样的车来进行这段公路旅行呢？大众看起来符合逻辑，车子比较高，视线开阔，你有较为充足的空间可以放置摄影机。从前面的挡风玻璃往后就能看到每一个人”。剧组一共使用了5辆大众面包车来进行拍摄，车辆还做了些改进，以便适应不同的拍摄需要。只有三辆车上有发动机，另外两辆则是装在拖车上。前期制作期间，摄影师使用基本镜头在车内调整方向，以便找到最理想的拍摄角度。阿恩特小时候的一次旅行使用的也是同一型号的车，一路上出现了许多类似片中车辆的问题，例如离合器损坏、喇叭不停地响以及关不紧的门。
拍摄片中一家人推车的镜头时，剧组为保证演员们的安全而请来一位特技协调员。对此男演员格雷戈·金尼尔在接受采访时有些开玩笑地表示：“我大概是以80公里时速开着这辆没有侧面安全气囊的71年大众面包车。基本上你要等着这辆巨型镜头卡车从我们眼前带着摄像头呼啸而过。‘好了，出发！’我想这真是疯了，这是我拍过的最危险的电影”。拍摄车中镜头期间，众演员一天经常要在车里待上三到四个小时。摄制艾伦·阿金的角色满嘴脏话的镜头时，布蕾斯琳就像片中自己扮演的人物一样带上了耳机，这样她就听不到老人的对白。一直到看到最终完成的电影时她才知道当时阿金到底说了些什么。2006年7月25日，福克斯探照灯影业邀请大众面包车主到加利福尼亚州工业市观看本片，有超过60辆车到达了放映现场。

#### 选美比赛

为了让艾碧·貝絲琳的角色（中）看起来体型比其他女孩大，她穿上了填充式的服装。片中选美比赛过程中出现的大部分设备和服装都是由实际参赛者的家长提供。

编写剧本前，阿恩特在一次读报时看到有关阿诺德·施瓦辛格向一群高中生演讲的新闻，施瓦辛格说：“如果这世界上要有一件事我感到憎恨的话，那就是失败者。我鄙视他们。”为此阿恩特在剧本中讽刺了这种思想：“我觉得这种态度非常不好……我希望能够……抨击这种思想。人生在世总有成败得失……所以从一定程度上来说，儿童选美比赛是人们投入那些毫无意义竞争的缩影”。导演乔纳森·戴顿也这样评价片中选美比赛的重要性：“无论选美比赛如何发展，对于我们来说，这都不是一部有关选美的电影，这点非常重要。这是一部有关失败者的作品，有关于你不知道自己最终将何去何从”。除阿比盖尔·布蕾斯琳外，片中所有参加选美比赛的女孩都是现实生活中的选美老将。她们的装扮和表演项目都与各自在实际参赛时相同。导演在为影片拍摄做准备期间出席了南加州举办的多场选美赛事，还与一位协调员会过面，了解更多有关选美工作程序的事宜。片中一位参赛选手的母亲声称，影片夸大了比赛过程中的一些内容：“大部分选美并不会像那样，把女孩腿上的毛递掉、在身上喷出类似于晒黑的颜色并且化上过分的浓妆”。
焦点影业起初希望电影在加拿大拍摄，但两位导演表示反对，认为让所有参加选美的女孩及其家长乘飞机前往该国的费用太高。于是众女孩和家人就在文图拉的一家酒店拍摄了两个星期，大部分设备和服务都是由孩子们的家长提供。为了让布蕾斯琳的角色在片中看起来比别的女孩“丰满”，她必须在拍摄时穿上填充式的服装。为了演好奥莉弗在片尾的舞蹈段落，布蕾斯琳还与一位编舞师一起练习了两个礼拜。

## 发行

### 圣丹斯电影节

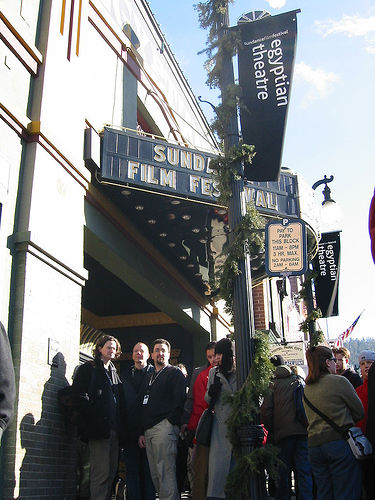
影片在犹他州举办的圣丹斯电影节上首次亮相

2006年1月20日，《阳光小美女》在2006年度圣丹斯电影节首映，多家电影公司参加了电影发行版权的投标，福克斯探照灯影业以1050万美元外加票房毛收入10%提成的条件中标。交易达成时影片首映还不到24小时，成交金额在该电影节历史上属最高之列。之前的圣丹斯电影节上，《川流熙攘》（2005年）以900万美元价格由派拉蒙经典影业购得发行权，另外1999年的《快乐德州》则以1000万美元的价格获米拉麦克斯影业收购。

### 票房
《阳光小美女》上映第一周只在美国的7家电影院发行，收入为49万8796美元。2006年7月29日是电影开始初步限量放映后的第一个周六，影片在平均每家电影院进账2万零335美元。电影发行的前21天里，每天的单家电影院平均收入都是全美最高的，一直到8月15日才被影片《深海猎奇》超越。上映第三周时，《阳光小美女》进入了该周美国电影票房榜十强，并保持到发行后第11个星期才跌到了第11位，最高时在第5周达到季军位置，影片上映的电影院数量最高达到1602家。国际方面，本片在法国收入近850万美元，澳大利亚520万美元，德国330万美元，西班牙420万美元，意大利200万美元，英国、爱尔兰和马耳他共计640万美元。影片在美国的总票房为5989万1098美元，其他国家4063万2083美元，共计1亿零52万3181美元。

### 专业评价
《阳光小美女》获得了广泛好评。根据烂蕃茄上收集的208篇评论文章，其中有189篇给出了“新鲜”的正面评价，“新鲜度”达91%，平均得分7.7（最高10分）。而上收集的36篇评论文章则有34篇给出好评，无差评，两篇褒贬不一，综合得分80（最高100）。
迈克尔·米德维给予影片四星（最高四星）的高度评价，称“……这部惊人而又不可抗拒的黑色喜剧堪称今年最优秀的电影之一”，他还认为电影本身、导演乔纳森·戴顿和维莱莉·法瑞斯，以及演员艾伦·阿金、阿比盖尔·布蕾斯琳与史蒂夫·卡瑞尔都应该得到奥斯卡奖提名。乔尔·西格尔也给出了罕见的级评分，称“除非奥森·威尔斯复生才有可能让这部电影无法登上我的年终十佳影片榜单”。BBC新闻的斯特拉·帕帕迈克尔称本片“以复杂性和愚蠢行径融合来取胜”。克劳迪娅·普格在《今日美国》撰文称赞了阿比盖尔·布蕾斯琳对奥莉弗一角的诠释：“如果由其他任何一个女孩来饰演奥莉弗，她都无法像片中（布蕾斯琳所做的）这样打动我们”。
《娱乐周刊》的欧文·格雷伯曼对电影看法一般，评分只有，称其中的角色只是按照编剧的要求单调地走来走去讲出台词。《乡村之声》的吉姆·雷德利称这部电影就像是一辆“东倒西歪的汽车在走下坡路”，虽是从圣丹斯来的，但已“年久失修”。《环球邮报》的利亚姆·莱西批评影片的人物塑造矫揉造作，角色的可爱和痛苦都有着明显的人工雕琢痕迹，电影的最终结论可谓既令人发指又让人振奋，似乎这样前面的那些炒作就都变得值得了。《国家评论》的安娜·尼莫斯声称，对于那些喜欢自己给自己添堵的影迷来说，这或许会是部“自我感觉良好”的电影。“如果你很悲惨，那么《阳光小美女》就是适合你的电影”。《Paste》杂志将本片评为2000至2009十年间50部最佳电影的第34位。
网站主编吉姆·爱默生这样描述电影的主题，称“《阳光小美女》向我们展现了一个世界，其中有表单、有宣传册、有过程、有职称、有节食食谱、有逐步定制的方案、有职业之路、有奖品，还有退休社区，这一切把所有人类的情感和欲望量化、排序并分类。所有这些内容都是可以分割的，也都可以转变成有关“赢家和输家”、用来自我提升的口头禅”。网站的布莱恩·托勒里科也关注于本片的主题：《阳光小美女》告诉我们要坦然接受中间地带，认识到人生或许就像一场选美比赛，在那里经常会有人比我们更美、更聪明或者仅仅是运气更好，但只要我们走上台做回自己，一切都会好的。

### 家用媒体
本片的于2006年12月19日发行，其中包含双碟宽屏和全屏两种格式、两条评论音轨、四个不同结局以及乐队制作的一段音乐影片。发行首周销量排到第6位，销售额达到1961万4299美元。到了2008年9月16日，在全美的总销售额已经达到5551万6832美元。截至2007年4月15日，的出租收入也达到了4632万美元。2009年2月10日，电影发行了蓝光影碟。

## 荣誉

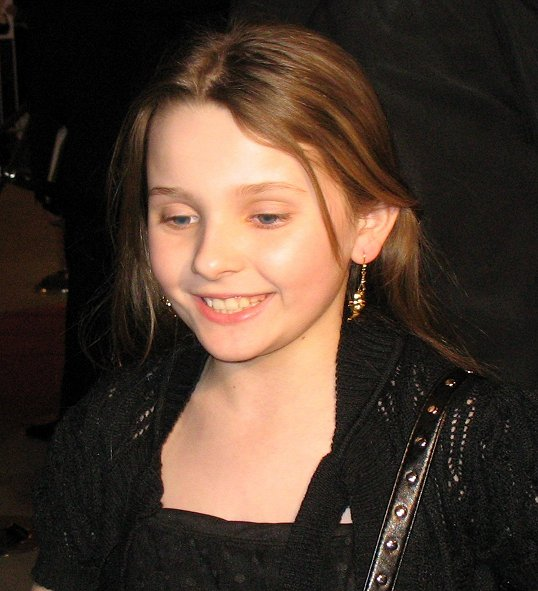
艾碧·貝絲琳于2007年1月出席棕榈泉国际电影节为电影作宣传

《阳光小美女》获得了众多电影机构和电影节的奖项提名，并且有多项胜出。影片在第79届奥斯卡金像奖角逐中获得包括最佳影片奖在内的4项提名，最终分别为迈克尔·阿恩特和艾伦·阿金赢得了原著剧本和男配角奖，布蕾斯琳也获得了女配角奖提名。美国影艺协会奖将本片评为“年度最佳电影”。影片还在2007年的英国电影学院奖角逐中得到包括最佳影片、导演在内的6项提名，不过最终胜出的仍然只有阿恩特的原著剧本和阿金的男配角奖，布蕾斯琳和克莱特一起获得的女配角奖提名双双落空。广播影评人协会、美国演员工会和华盛顿影评人协会都授予本片最佳电影群体演出奖。布蕾斯琳也获得了广播影评人协会、爱荷华影评人协会、在线影评人协会、凤凰城影评人协会和东京国际电影节的女演员奖项肯定。
多维尔美国电影节授予本片“评审团特别奖”，棕榈泉国际电影节也授予了“主席先锋奖”。影片获得了包括最佳影片奖在内的5项独立精神奖提名，最终除保罗·达诺的男配角奖提名落空外（获奖的是本片的艾伦·阿金）全部胜出。电影的原声带专辑获得了第49届格莱美奖电影、电视或其他视觉媒体类最佳汇编原声带专辑奖提名，但最终不敌《与歌同行》。影片还获得了MTV电影大奖、卫星奖、芝加哥影评人协会和金球奖的多项提名。

### 奥斯卡金像奖制片人争议
由美国电影艺术与科学学院颁发的奥斯卡最佳影片奖通常会授予获奖电影的制片人，但对最终能够拿到小金人的制片人数量却存在一些争议。1999年，学院定出新规，最多可以有3位制片人因同一部电影获最佳影片奖。这一规则旨在防止一部影片获奖时出现大批相关制作人一起上台领奖的情况。美国制片人协会没有对能因同一部电影获得表彰的制片人数量设限。《阳光小美女》共有5位制片人，分别是马克·图特尔陶布、大卫·弗兰德里、皮特·萨拉夫、阿尔伯特·伯格和罗恩·耶克萨，学院打算只让前三位上台领奖。伯格和耶克萨主要负责寻找剧本、挑选摄影师、协助结局的重新摄制并帮助影片参加圣丹斯电影节。学院同意，这两位也是电影制作过程中的合伙人，但宣称只有部分制片人能够得到学院认可。该机构认为伯格和耶克萨的工作是集体努力的组成部分，但拒绝让两人也获得奖项。制片人大卫·郝伯曼对此表示，他支持5位制片人都获奖，“如果确实有5人参与了电影的制作，那就没有理由非要排除哪位制片人获奖的可能”。琳达·奥布斯特是奥斯卡金像奖制片人委员会成员，她对此表示：“总的来说，一部电影并不是靠5个人拍成的。如果这次是个意外的话，那的确很遗憾，但是，我们不应该为了一个意外而取消规则”。
在第79届奥斯卡颁奖典礼上，制片人马克·图特尔陶布、大卫·弗兰德里和皮特·萨拉夫一起上台领取了原著剧本奖，而美国制片人协会之前已经表彰了全部5位制片人。阿尔伯特·伯格对于学院的决定表示：“管他学院怎么说，这电影都是我们制作的”。2007年6月，学院宣布将来会允许一部电影有超过3位制片人领奖，称“委员会有权决定在极少的例外情况下允许多位符合资格的制片人获得提名”。

## 音乐

### 电影配乐
《阳光小美女》的电影配乐由丹佛乐队DeVotchKa和作曲家麦切尔·丹纳共同谱写，演奏，大部分音乐都是根据已有歌曲改编，如就改编成了，还采用了专辑中的歌曲和，以及专辑中的。
戴顿和法瑞斯通过洛杉矶的KCRW广播电台听到了歌曲，由此开始接触的音乐。两位导演对这些音乐留下了非常深刻的印象，以致于还为众演员购买了包含专辑音乐的IPod。麦切尔·丹纳的加入主要是帮助编排已有素材，并同在为影片创作的新素材上合作。由于电影配乐中有太高的比例改编自的已有作品，因此《阳光小美女》没有资格参加奥斯卡最佳原创配乐奖的角逐。的歌曲获得了卫星奖的最佳原创歌曲奖提名，并且和丹纳都因本片的音乐而获得了2007年格莱美奖提名。

### 原声带
| 評論得分     | 評論得分 |
| 來源         | 評分     |
| ------------ | -------- |
|              | [ 85 ]   |
| 《娱乐周刊》 | (A−)     |
| 《帝国》     | [ 87 ]   |
| 网站         | [ 88 ]   |

《阳光小美女》的电影原声带最高在2006年的美国“热门独立唱片榜”上排到第42位，还在“热带电影原声带榜”上排到第24位。其中包括有蘇揚·史蒂文斯的两首歌曲（分别是和），以及托尼·提斯代尔的和里克·詹姆斯的。此外，片中还有两首由戈登·普古达创作的歌曲，分别是和，其中后一首歌是由普古达和巴里·厄普顿共同谱写，这两首歌都出现在片尾的选美戏段中。奥莉弗在选美比赛才艺表演环节跳舞时采用的背景音乐是于电影后期制作期间在音乐总监的建议下加入的。阿恩特的剧本中提及了王子的歌曲，不过到实际拍摄时采用的是的歌曲。
| 《阳光小美女：电影原声带》 | 《阳光小美女：电影原声带》 | 《阳光小美女：电影原声带》 | 《阳光小美女：电影原声带》 |
| 曲序                       | 曲目                       | 词曲                       | 时长                       |
| -------------------------- | -------------------------- | -------------------------- | -------------------------- |
| 1.                         |                            |                            | 3:04                       |
| 2.                         |                            |                            | 3:56                       |
| 3.                         |                            |                            | 4:02                       |
| 4.                         |                            |                            | 1:05                       |
| 5.                         |                            | 蘇揚·史蒂文斯              | 4:47                       |
| 6.                         |                            |                            | 3:21                       |
| 7.                         |                            |                            | 1:14                       |
| 8.                         |                            | 蘇揚·史蒂文斯              | 6:07                       |
| 9.                         |                            |                            | 2:32                       |
| 10.                        |                            |                            | 1:23                       |
| 11.                        |                            | 托尼·提斯代尔              | 1:38                       |
| 12.                        |                            | 里克·詹姆斯                | 4:13                       |
| 13.                        |                            |                            | 3:24                       |
| 14.                        |                            |                            | 5:39                       |
| 总时长：                   | 总时长：                   | 总时长：                   | 46:31                      |

## 2011年音乐舞台剧
2009年10月25日至11月7日，佛罗里达州尤利的圣丹斯协会白橡木实验剧院排演了一部根据本片改编的音乐剧，词曲由威廉·芬恩创作，詹姆斯·拉皮尼导演。然后节目于2011年2月15日在拉霍亚剧场首演，一直上演到同年3月27日。主要演员包括亨特·福斯特、马尔科姆·格茨、格奥尔基·詹姆斯、迪克·莱特沙（Dick Latessa）、詹妮弗·劳拉·汤普森和泰勒·特林奇。2011年3月11日，马尔科姆·格茨离开了节目，他演出的弗兰克一角由安德鲁·萨蒙斯基接替，替补演员莱恩·瓦格纳则接手乔书亚·罗斯（Joshua Rose）一角直至节目于2011年3月27日谢幕。

## 扩展阅读
- Arndt, Michael. . Newmarket. 2007. ISBN 1-55704-770-7.